# 미켈로초
미켈로초 디 바르톨로메오 미켈로치 (Michelozzo di Bartolomeo Michelozzi, 1396년-1472년)는 이탈리아의 건축가 및 조각가이다. 르네상스 기간 대거장으로 손꼽히던 이 중 한 명인 미켈로초는 메디치 가문이 총애하던 건축가이며, 코시모 데 메디치가 많이 고용하였다. 생애 초기에 로렌초 기베르티의 문하생이였고 시간이 흘러 도나텔로와 협업을 이루었다.
피렌체의 메디치 리카르디 궁전을 설계한 것으로 가장 잘 알려져 있는 그는 자주 동시대의 조각가 도나텔로와 건축 분야의 브루넬레스키에 의해 가려졌다.